# Никола Симић (официр)
Никола Симић Циго (Книн, 3. април 1957 — Београд, 11. фебруар 2021) је био српски полицијски официр, командант одреда Поскок у саставу Книнџи, припадник Јединице за специјалне операције и Противтерористичке јединице, а након пензионисања је био председник Удружења ветерана Црвене Беретке.
Учествовао је у рату у Хрватској (1991—1995) и био ангажован током НАТО бомбардовања СР Југославије 1999. године. Од оснивања је био припадник Јединица за специјалне операције, а након што је она расформирана 2003, прелази у састав Противтерористичке јединице, где је дочекао пензију.
Преминуо је 11. фебруара 2021. у Београду, након двонедељне борбе са корона вирусом. Сахрањен је 14. фебруара на гробљу у Белом Потоку, након опела које је служено у цркви Свете Марије Магдалине у Белом Потоку.
У Бусијама му је откривена спомен-биста испред цркве Св. Ћирила и Методија у новембру 2022. године.